# 阿木津英
阿木津 英（あきつ えい、1950年1月25日 - ）は、日本の歌人。短歌結社「八雁（やかり）」主宰。本名は末永英美子（すえなが えみこ）。現代短歌にフェミニズム思想を導入し、女歌運動に影響を与える。

## 経歴
福岡県行橋市生まれ。福岡県立京都高等学校卒業。九州大学文学部哲学科心理学専攻卒業。
出版社、児童相談所の心理判定員、塾の教師などの職歴を重ねながら、作歌活動を続ける。石田比呂志に師事し、1974年、石田が主宰する短歌結社「牙」に参加。後に石田と結婚（その後、協議離婚）。この時、筆名を阿木津とする。
1979年、「紫木蓮まで」30首にて短歌研究新人賞を受賞。同年、短歌結社「未来」に所属するが後に退会。1980年、第一歌集『紫木蓮まで・風舌』（短歌研究社）にて、現代歌人集会賞を受賞。1984年、第二歌集『天の鴉片』（不識書院）にて現代歌人協会賞および熊日文学賞を受賞。1985年、石田と別れて東京に移住。1987年、第三歌集『白微光』（短歌新聞社）出版。1991年、歌誌「あまだむ」を創刊主宰。1994年、第四歌集『宇宙舞踏』（砂子屋書房）出版。2003年「巌のちから」30首によって短歌研究賞受賞。石田死去による「牙」の解散後、2012年に島田幸典とともに「八雁」を創刊。
1983年5月、河野裕子・道浦母都子らと共に名古屋にてシンポジウム「おんな・短歌・おんな」を企画開催。その他、2001年に「あまだむ」10周年記念シンポジウム「ナショナリズム・短歌・女性性」を開催するなど、多数のシンポジウムを企画。現代短歌におけるフェミニズムの問題を追究し続けている。
2022年、『アララギの釋迢空』で日本歌人クラブ評論賞受賞。

## 著書

### 歌集
- 『紫木蓮まで・風舌』　短歌研究社 、1980。のち、沖積舎、1985年。
- 『天の鴉片』　不識書院 、1983年。
- 『白微光』　短歌新聞社 、1987年。
- 『阿木津英歌集』　砂子屋書房〈現代短歌文庫〉、1989年。
- 『神聖娼婦』　沖積舎〈現代短歌セレクション〉、1992年。ISBN ISBN 978-4-806-01050-0
- 『宇宙舞踏』　砂子屋書房、1994年。
- 『巌のちから』　短歌研究社、2007年。ISBN 978-4-86272-053-5
- 『青葉森』　短歌新聞社〈新現代歌人叢書〉、2008年。
- 『黄鳥　1992〜2014』　砂子屋書房、2014年。ISBN 978-4-7904-1523-7
- "Ei Akitsu: Collected Tanka 1980-1994" (translated by Miyuki Aoyama, Leza Lowitz), Design Egg: Higashi-Osaka, 2017.
- 『草一葉』　砂子屋書房、2025年。ISBN 978-4-7904-1904-4

### 評論・その他
- 『イシュタルの林檎：歌から突き動かすフェミニズム』五柳書院 (1992) ISBN 978-4-906010-53-0
- 『20世紀のベストセラーを読み解く：女性・読者・社会の100年』（江種満子・井上理恵編）学藝書林(2001)
- 『扉を開く女たち：ジェンダーからみた短歌史 1945～1953』（内野光子・小林とし子との共著）砂子屋書房(2001) ISBN 978-4-7904-0587-0
- 『折口信夫の女歌論』五柳書院 (2001) ISBN 978-4-906010-95-0
- 『妹・律の視点から：子規との葛藤が意味するもの（「若葉の子規庵」講演）』子規庵保存会（六法出版社）、2003年。
- 『短歌のジェンダー」本阿弥書店 (2003) ISBN 978-4-89373-982-7
- 『二十世紀短歌と女の歌』學藝書林 (2011) ISBN 978-4-87517-091-4
- 『方代を読む』現代短歌社 (2012) ISBN 978-4-906846-20-7
- 『短歌講座キャラバン』現代短歌社＜現代短歌社新書＞、2016年。ISBN 978-4-86534-156-0
- 阿木津英ほか編著『九州の歌人たち』現代短歌社（発売：三本木書院）、2018年。ISBN 978-4-86534-227-7
- 『アララギの釋迢空』 砂子屋書房、2021年。ISBN 978-4-7904-1783-5
- 『女のかたち・歌のかたち』短歌研究社、2023年。ISBN 978-4-86272-746-6